# 马头鳅
马头鳅（学名：Acanthopsis choirorhyrchos）为鳅科马头鳅属的鱼类。分布于印度尼西亚以及澜沧江下游江段等，多栖息于于河边沙底洄水缓流处。该物种的模式产地在印度尼西亚。

## 扩展阅读
維基物種上的相關：马头鳅